# Румен Радев
 Тази статия е за президента.  За министъра на енергетиката вижте Румен Радев (министър).  
Румен Георгиев Радев е български политик и военен, генерал-майор от резерва и 5-и президент на Република България, встъпил в длъжност на 22 януари 2017 г. По време на военната си кариера Радев, който е летец, достига чин генерал-майор и длъжност „Командир на Военновъздушните сили на Република България“ (2014 – 2016). На президентските избори през 2016 г. и на тези през 2021 г., последователно е избран за президент на България.

## Детство и образование
Роден е на 18 юни 1963 г. в Димитровград, в семейството на Станка Радева (р. 1940) и Георги Радев (27 август 1937 – 3 април 2020) – счетоводителка и електроинженер. Родителите му са от село Славяново, Харманлийско, където Радев прекарва детството си. Има две години по-голяма сестра – Лозана (р. 1961).
Основното и средното си образование Радев получава в Хасково. През 1982 г. завършва със златен медал Природо-математическата гимназия „Акад. Боян Петканчин“ в града. По-късно завършва ВНВВУ „Георги Бенковски“, Долна Митрополия през 1987 г., като първенец на випуска. По време на обучението си за офицер е приет в БКП, което тогава е задължително условие. Остава в партията до деполитизацията на Въоръжените сили през 1990 г. През 1992 г. завършва Ескадрилното офицерско училище (Squadron Officer School) на Авиационния университет на Военновъздушните сили на САЩ във военновъздушната база „Максуел“, Монтгомъри, Алабама, САЩ. От 1994 до 1996 г. е слушател в командно-щабен профил във Военна академия „Г. С. Раковски“, където завършва като първенец на випуска. Доктор по военни науки, като защитава дисертация на тема „Създаване и използване на системи за тактическа подготовка на авиационните екипажи и подразделения“ през 2000 г. През 2003 г. завършва с отличен успех Военновъздушния колеж (Air War College) на Авиационния университет на Военновъздушните сили на САЩ, като магистър по „Стратегически проучвания“.

## Военна служба
На 7 юни 2005 г. е назначен за командир на 3-та изтребителна авиационна база. На 25 април 2006 г. е назначен за командир на 3-та изтребителна авиационна база, считано от 1 юни 2006 г. На 26 април 2007 г. е удостоен с висше офицерско звание бригаден генерал. На 13 юли 2009 г. бригаден генерал Радев е освободен от длъжността командир на 3-та изтребителна авиационна база и назначен за заместник-началник на щаба по подготовката на Военновъздушните сили, считано от 1 юли 2009 г. На 12 март 2010 г. е освободен от длъжността заместник-началник на щаба по подготовката на Военновъздушните сили и назначен за заместник-началник на същите. На 22 юни 2011 г. поради реорганизация на формированието е освободен от длъжността заместник-началник на Военновъздушните сили и назначен на длъжността заместник-командир на същите, считано от 1 юли 2011 г. На 28 април 2014 г. бригаден генерал Румен Радев е освободен от длъжността заместник-командир на Военновъздушните сили, назначен за командир на Военновъздушните сили и удостоен с висше офицерско звание генерал-майор, трите считани от 30 юни 2014 г. През 2014 г. организира авиационно шоу „Това сме ние!“, като изпълнява с Миг-29 фигури от висшия пилотаж като „Камбана“ и „Кобра“. Румен Радев е летец-пилот I клас с летателен стаж на учебно-тренировъчен реактивен самолет Aero L-29 Delfin и Aero L-39 Albatros, на изтребители МиГ-15, МиГ-17, МиГ-21, МиГ-29, както и с опознавателни полети на изтребители F-15, F-16, F/A-18 Hornet, Eurofighter Typhoon, SAAB Gripen, като по време на военната си кариера има пролетени над 1400 часа.
Съгласно президентски указ № 282 от 10 август 2016 г. генерал-майор Румен Радев е освободен по негова молба от длъжността „командир на Военновъздушните сили“ и от военна служба и е пенсиониран.

## Политическа дейност
През август 2016 г. политическите партии БСП и АБВ официално го издигат за кандидат-президент на президентските избори през същата година. Още същия месец АБВ оттегля номинацията си за ген. Радев. Кандидат за вицепрезидент на Румен Радев е Илияна Йотова. Радев и Йотова печелят убедително президентските избори през ноември 2016 г. На първия тур двойката получава 973 754 гласа (25,44% от гласувалите 3 947 629 души) като по този начин заема първото място, а на втория тур – 2 049 260 гласа (59,35% от гласувалите 3 452 824 души при обработени 99,33% протоколи).

### Президент
На 19 януари 2017 г. Радев и Илияна Йотова полагат клетва като президент и вицепрезидент на Република България пред Народното събрание, а на 22 януари 2017 г. официално встъпват в длъжност.
На 27 януари 2017 г. Радев назначава Огнян Герджиков за служебен министър-председател и служебните заместник министър-председатели Стефан Янев и Илко Семерджиев и служебните министри на петото служебно правителство на България.
След проведените предсрочни парламентарни избори връчва мандат за съставяне на коалиционно правителство на ГЕРБ и Обединени патриоти начело с Бойко Борисов, като по този начин Борисов за трети път оглавява правителството.
Като президент той се е срещал с редица държавни ръководители, като Ангела Меркел, Александър Вучич, Виктор Орбан, Еманюел Макрон, президента на Португалия Марселу Рибелу, Клаус Йоханис, Георге Иванов, Себастиан Курц, Бенямин Нетаняху, Никос Анастасиадис, Владимир Путин и Доналд Тръмп.
През май 2018 г. Радев е на официално посещение в Русия, където се среща с премиера Дмитрий Медведев и президента Владимир Путин. Тази визита на български президент в Русия е първата след 10-годишна пауза на срещи от високо равнище между президентите на двете страни.
На 1 февруари 2021 г. обявява официално, че заедно с Илияна Йотова ще се кандидатират за втори мандат. Президентските избори са насрочени за 14 ноември 2021 г. На 14 ноември 2021 г. за президентската двойка Румен Радев – Илияна Йотова гласуват 1 322 385 българи и получават 49,42% от президентския вот, което ги изпраща на втори тур (балотаж на 21 ноември 2021 г.) с кандидат президентската двойка Анастас Герджиков – Невяна Митева (22,83%). В балотажа на 21 ноември 2021 печели срещу Анастас Георгиев Герджиков.

### Служебни кабинети и идея за президентска република
Властта да се назначават служебни правителства е дадена от конституцията на президента. Президентът Радев назначава по време на управлението си няколко такива правителства. Така на практика страната започва в продължителни периоди да се превръща от парламентарна република в президентска такава. По време на парламентарни кризи президентът назначава служебен кабинет и така поема цялата отговорност за управлението на страната. Преди Радев такива правителства са рядкост, но при неговото управление това става често и се виждат несъвършенствата в конституцията. Това повдига въпроса за необходимостта от промени в конституционната уредба на президентската институция. В такава обстановка някои анализатори подозират Радев, че подкрепя идеята за президентска република. От президентството отричат тези твърдения. През август 2022 г. лидерът на „Има такъв народ“ – Слави Трифонов, инициира провеждането на референдум за президентска република, като твърди, че действащата в страната политическа система е провалена. Същевременно от партията на Трифонов многократно заявяват подкрепата си за Радев. Идеята за президентска форма на управление в България се прокарва и от някои анализатори, близки до Радев. В проекта за изменения в конституцията, който президентът е подготвил, няма предложение за преминаване към президентска република, но това не пречи тази идея да се обсъжда, твърди председателят на стратегическия съвет към държавния глава.

### Конфликт с главния прокурор Гешев и с премиера Борисов
На 7 ноември 2019 г. Радев връща предложението за избор на Иван Гешев за Главен прокурор на България на Висшия съдебен съвет с мотивите, че липсва алтернативна кандидатура и изборът е предварително решен. Повод са и организираните срещу Гешев протести в София, както и изказаното от него мнение, че не споделя фундаменталния принцип за разделение на властите. След повторно гласуване на същата кандидатура от ВСС, тя е внесена отново за издаване на указ. Така на 26 ноември президентът издава указ за назначаването на Гешев. След избора на Иван Гешев се пораждат съмнения за опит за негова намеса в политиката, понеже той сезира Конституционния съд с искане за тълкуване на текста, засягащ имунитета на президента. Според някои политически анализатори с това главния прокурор започва открита атака срещу Радев. Радев също смята, че след избора на Гешев, прокуратурата започва да се използва като инструмент за разчистване на политически сметки. Това става в момент, в който президентът е отявлен институционален опонент на действащия конституционен модел, при който липсва реален контрол на действията на прокуратурата.
На 9 юли 2020 г. прокурори влизат в президентството и извършват действия по претърсване и изземване. Те арестуват две длъжностни лица от администрацията на президента по обвинения за злоупотреба с власт, търговия с влияние и разгласяване на държавни тайни. По повод на тези събития някои политически наблюдатели заявяват, че прокуратурата обслужва политическото статукво. Според германския експерт Кристофер Неринг от Музея на шпионажа в Берлин, подобни действия са: „непрофесионални, незаконни и скандални.“ Тези действия са един от поводите за организираните през юли протести против властта. Те са подкрепяни от президента, който вече е оттеглил доверието си в правителството на Бойко Борисов. Радев издига лозунги за прогонване на мафията от изпълнителната власт и прокуратурата, като настоява за оставката на правителството и главния прокурор. Според политически анализатори и експерти по конституционно право, с някои от действията си в създалия се конфликт, както президентът, така и главният прокурор и премиерът нарушават разпоредби на Конституцията.
Това се случва на фона на бездействието на прокуратурата спрямо анонимно появили се в медиите серия от аудио и видеозаписи и снимки, чиято автентичност е потвърдена в западни лаборатории, с които е уличен в престъпна дейност министър-председателят Борисов. По същото време избухва и корупционния скандал, наречен „Осемте джуджета“, който уличава висши магистрати, и поражда сериозни съмнения, че и в прокуратурата се осъществява системно престъпна дейност. Междувременно Конституционният съд излиза с решение, че имунитетът на президента изключва извършването на процесуални действия насочени срещу него, което е част от конституционната забрана срещу президента да бъде възбудено наказателно преследване. Решението на Конституционния съд не изключва възможността за процесуални действия спрямо служители на президентската институция.

### Конфликт с правителство на Кирил Петков
След нападението на Русия през февруари 2022 г. президентът настоява България да не оказва военна помощ на Украйна. По този начин, България и Унгария остават двете страни в НАТО с такава противоречива позиция. Според специалиста по сигурност, о.з. полковник Валери Рачев, евентуални причини за това биха могли да се търсят в корупцията, поддържана от руската агентура в страната, която цели зависимостта на стратегически сектори от икономиката и отбраната от руски доставки. Друга причина би могла да е насаждания в миналото исторически мит за фундаменталната роля на дядо Иван в развитието на България, и използването на русофилството като хибриден инструмент за външно влияние. В тази връзка шестима бивши министри на отбраната на България посочват в обща декларация, че „неутралитетът“ на България към Руско-украинска война е пряка заплаха за националната ѝ сигурност. Всичко това се развива на фона на водената от Руската федерация агресивна политика, провокативното и недипломатично поведение на руския посланик Елеонора Митрофанова, съпроводено от серия тежки дипломатически и шпионски скандали между двете страни, и явно активизиране на руската агентура. През април 2022 година руската политика спрямо България агресира допълнително и Газпром спира доставките за страната. Това служи като повод на президента да атакува остро от проруски позиции политиката на правителството спрямо конфликта в Украйна. Тази позиция на президента е определена като позорна от представители на кабинета и е изказано съжаление, че Русия се опитва да продължи да се отнася към България като към своя пета колона. По същото време изтича информация на българските служби, че руската шпионска мрежа е достигнала до върховете на държавата. При тези обстоятелства президентът Радев участва в среща на върха в НАТО в началото на юли, на която Русия е обявена за най-значимата и пряка заплаха за сигурността на страните членки от алианса. Според анализатори, конфликтът на правителството и президента допълнително се изостря след изгонването на десетки руски дипломати от страната за шпионаж. В резултат се пораждат съмнения, че президентът подпомага процеса по свалянето на кабинета на Кирил Петков.

### Действия по време на първото служебно правителство на Гълъб Донев
След свалянето на правителството на Кирил Петков, позицията на президента по геополитическите въпроси свързани с войната между Украйна и Русия, допълнително се радикализира. В резултат на 2 август, той назначава служебно правителство, което незабавно анонсира възобновяване на преговорите с Газпром, отказ от доставките на американски втечнен газ и прекратяване на доставките на специална продукция към Украйна. B първото си официално интервю служебният премиер разграничава интересите на България от тези на HATO и EC. В началото на септември за среща с президента в България пристига директорът на нефтената компания „Лукойл“. Повод е предстоящото влизане в сила на петролно ембарго, което ЕС налага на Русия и което България успява временно да отложи. Появяват се коментари, че е недопустимо страна в ЕС, да обсъжда с руска компания санкционирана от ЕС, бъдещето на бизнеса им. При това Радев остро критикува ЕС за енергийните мерки насочени към налагане на ембарго на вноса на руски изкопаеми горива и към икономии на потреблението на енергия, отказвайки да се съобразява с тях. Междувременно, безрезултатните опити на служебният кабинет да се договори с „Газпром“, са окачествени като национално унижение. На 21 септември Путин обявява мобилизация, заплашва отново с ядрена атака и инициира спешни „референдуми“ за анексиране на окупираните украински територии, което предизвиква остри реакции в ООН. Първоначално Радев и служебният премиер не изразяват позиция, но на 23-ти президентът свиква среща по сигурността на която ситуацията е обсъдена и руските действия са осъдени.
На 2 октомври президентите на 9 страни от Централна и Източна Европа излизат със съвместно изявление, с което призовават за повече военна помощ за Украйна, и потвърждават подкрепата си за териториалната цялост на страната, както и за бъдещото ѝ членството в НАТО. Радев не подкрепя това обръщение, твърдейки отново, че подобни действия ще въвлекат България във война. Тази реакция предизвиква протест пред президентството с искане за отстраняване на Радев от поста му. По същото време президентът участва в среща на върха на ЕС, която призовава към повече военна помощ за Украйна. Същевременно, стотици българи от Украйна се обръщат към президента с искане за спиране на проруската пропаганда и предоставяне на военна помощ, твърдейки че неутралитетът на България е израз на лицемерие. Остри критики спрямо позицията на България отправя и военният министър на Латвия, който заявява, че тя граничи с предателство и политиците които я поддържат, не заслужават нито доверие, нито уважение. В тази ситуация, в началото на ноември новоизбраният българският парламент приема с голямо мнозинство решение за изпращането на пряка военна помощ в подкрепа на Украйна. Впоследствие президентът характеризира това решение като взето от войнолюбци, макар по същото време да подписва заключенията на годишния съвет на ЕС, в които се потвърждава, че Съюзът остава ангажиран с военната подкрепа на Украйна.
По същото време от правителството е подписан договор за доставка с турската газова компания „Боташ“. Той предвижда България да плаща на Турция около 1 млн. лева на ден такса за пренос на природен газ. Таксата се дължи независимо дали се пренася газ или не, а срокът на договора е 13 години, като няма клауза за прекратяването му. Така, това става услуга, за която България плаща, но не използва, понеже договорът е неработещ. По този начин загубата от него може да достигне до края на срока му сума в размер 6 милиарда лева.

### Действия по време на второто служебно правителство на Гълъб Донев
След преждевременното разпускане на парламента през февруари 2023 г., президентът насрочва нови избори и преназначава отново служебното правителство на Гълъб Донев. През същия месец на среща на ЕС в Брюксел, Радев отново се противопостави на въоръжаването на Украйна, като заявява, че ще препоръча служебното правителство да спре да изпраща оръжия, като фактически показва, че няма да се съобразява с решението на 48-ото народно събрание. Румен Радев също така заплашва, че България ще наложи вето на ЕС, ако се гласуват нови санкции срещу Русия, които включват и ядреното гориво. Още на 20 октомври 2022 г., служебното правителство вече е отменило решение на предишния Министерски съвет за диверсификация на доставките на ядрено гориво за АЕЦ „Козлодуй“, с което е направен опит да се улесни политиката на президента, целяща енергетиката на страната да остане зависима от руските изкопаеми горива. Въпреки това, през ноември новосформираното Народното събрание приема решение, с което се възлага на правителството да започне процедура по лицензирането на неруско ядрено гориво с цел диверсификация на енергийните доставки. Редица десни и центристки партии реагират остро на тези проруски изявления, нарушаващи конституционните правомощия на президента и противоречащи на актове на парламента, като го заплашват с бъдеща процедура за отстраняването му от поста. Пред Президентството е организиран протест с искане на оставката на Радев. По същото време САЩ санкционират по закона Магнитски за тежка проруска корупция активисти на БСП, заемали възлови постове в ядрената енергетика, както и ръководителя на партията на русофилите в страната – Николай Малинов. По този повод българският посланик в САЩ Георги Панайотов, който е и бивш военен министър заявява, че когато една съюзна държава си сътрудничи с Русия в ядрената енергетика, „на САЩ им светва червената лампа“.
В края на март на заседание на Европейския съвет, президентът Румен Радев не приема формално постигнатото в Съвета споразумение за спешна доставка на боеприпаси за Украйна, макар да го е подписал. Той заявява, че България няма да доставя боеприпаси и споразумението няма задължителен характер. Относно издадената от Международния наказателен съд заповед за арест на руския президент Владимир Путин който е издирван като военопрестъпник, той заема неясна позиция, като мълчи също и за руското имущество в България, с което след конфискация и продажбата му, може да се подпомогне възстановяването на щетите в Украйна. Това води до нов протест пред президентството с искане за оставката му.

### Конфликт с правителството на Николай Денков
Още при връчването на проучвателния мандат за съставяне на правителство на „Продължаваме промяната – Демократична България“, Румен Радев остро напада коалицията, като тази конфронтационна политика продължава и след съставянето на правителство през юни 2023 година. През август Радев атакува в Конституционния съд законовата промяна, предвиждаща прекратяването на 35-годишния концесионен договор на държавата с „Лукойл“, който регламентира ползването от руската компания на нефтеното пристанище „Росенец“. Промяната предвижда връщането на пристанището под контрола на българската държава. През октомври президентът Радев сезира отново Конституционния съд за налагането на такси върху преноса на руски природен газ през България по Балкански поток. На фона на внесено в НС предложение за предсрочно прекратяване на изключението за България от европейското петролно ембарго за Русия, президентът заема отрицателна позиция и се изказва в подкрепа на продължаването на вноса на руски петрол в страната. В тази връзка финансовият министър Асен Василев отправя остра критика към държавния глава. Според него със своите действия Румен Радев практически защитава руските интереси в България. Според премиерът Денков, с действията си Радев не защитава българските интереси. След началото на демонтажа на паметника на Съветската армия в София през декември 2023 г., Радев заявява, че премахването на построения с пропагандни цели от комунистическия режим монумент, е „агресивно настъпление срещу държавността, историята и паметта“. През януари 2024 г. Радев атакува пред Конституционния съд и част от новоприетите конституционни промени, с които се предвиждат известни ограничения на президентските правомощия. Такива са свободата на президента да избира служебен премиер, както и възможността парламентът да продължи да работи при управление на служебно правителство, назначено от президента.

### Действия по време на служебно правителство на Димитър Главчев
През април 2024 г. след поредната политическа криза в страната, за служебен премиер от президента е назначен Димитър Главчев. В края на май същата година, София става домакин на Парламентарната асамблея на страните членки на НАТО, което е едно от най-важните международни събития, планирани за провеждане в България през годината. Президентът Радев, който е върховен главнокомандващ, не се появява на срещата, която продължава три дни. Държавният глава отива на посещение в Унгария и Швейцария, като използва случая за да разкритикува оттам съюза за позицията му в подкрепа на Украйна във войната ѝ с Русия. По този повод, военният министър Атанас Запрянов заявява, че критиките на президента са несъстоятелни. Президентът Радев не приема и предложението на Министерския съвет да ръководи българската делегация като участва в срещата на държавните и правителствени ръководители на НАТО във Вашингтон през юли, поради ангажиментите, които е предвидено България да поеме по отношение на войната в Украйна.

## Критики и противоречия

### Съвместно патрулиране на български и съюзни самолети от НАТО
През август 2016 г. командващият ВВС ген. Радев заявява, че ситуацията страната да използва охрана на въздушното ѝ пространство от съюзници от НАТО е по-унизителна от клаузите на Ньойския договор. Той обяснява, че в момента страната няма нито един изправен МиГ-29, който може да лети. По-късно Радев уточнява, че е против тази въздушна охрана на съюзнически самолети да бъде платена услуга, както и че сред съюзниците ни се създава впечатление, че България няма воля за развиване на собствени отбранителни способности. След това изказване той подава оставка като командир на ВВС и е номиниран за кандидат-президент от БСП.

### Издигане кандидатурата на Радев
През юни 2016 г. в Москва се провежда конгрес на управляващата путинистка партия „Единна Русия“, на който присъства и председателят на БСП Корнелия Нинова. Малко по-късно Институтът за стратегически изследвания, ръководен от руския генерал от външното разузнаване Леонид Решетников, поръчва социологическо изследване. То е насочено към предстоящите президентски избори в България, и търси подходяща кандидатура за БСП. Проучването е организирано през юли от Николай Малинов, обвинен по-късно в шпионаж в полза на Русия и санкциониран по закона Магнитски. След като през ноември генерал Радев печели изборите, Решетников обявява, че предварително е обсъдил неговата кандидатура с Нинова. След пререкания и взаимни обвинения в лъжа, двамата все пак се съгласяват, че среща между тях е имало, и на нея името на Румен Радев е било споменато. Впоследствие Решетников изразява своята надежда, че новият президент на България ще се опита да промени политическата ориентация на страната, като я сближи с Русия. По-късно на Решетников е наложена 10-годишна забрана да посещава България във връзка с русофилски шпионски скандал. Самият Радев, преди да встъпи в длъжност, се среща в София с представители на института, ръководен от Решетников. През септември 2016 година, кандидат-президентът Радев посещава традиционния Събор на русофилите край язовир „Копринка“, където произнася реч в която възхвалява вековното приятелство между руския и българския народ. В специален доклад на Държавния департамент от 2022 година, САЩ обвързват събитията около избирането на Радев за президент през 2016 година и подкрепата оказана му от БСП с активна намеса на руските служби за дезинформация и пропаганда в България.

### Радев и руската агресия в Украйна
Както по време на първия, така и през втория мандат на президента Радев, с някои свои изявления, той дава повод за критики, насочени към провежданата от него прокремълска външна политика, разграничаваща страната ни от позициите на останалите членки на НАТО и ЕС. Така например, още преди встъпването си в длъжност в началото на 2017 г., президентът Радев обявява икономическите и политически санкции наложени от ЕС, САЩ, Канада, Япония, Австралия и други държави на Русия заради анексията на Крим за ненужни, като заявява, че Крим дефакто е руски, което предизвиква дипломатически скандал. Същият скандал се повтаря и в предизборния дебат за втория му мандат в края на 2021 г. При тези обстоятелства след встъпването му в длъжност, през януари 2022 г. Русия настоява ултимативно силите на НАТО да се изтеглят от България и от други части на Източна Европа, а през февруари напада Украйна.
След руското нападение над Украйна тази тенденция у Радев се засилва, като той заема колеблива и неясна позиция, и то при положение, че Русия заплашва с ядрена атака НАТО. Президентът заявява, че е видно, че Русия ще спечели войната, макар според него, впоследствие тя трудно ще спечели мира. Тази мъглява позиция е разтълкувана от някои евроатлантически кръгове в България, като желание тя да бъде представена като неутрална държава. Президентът настоява България да не оказва военна помощ на Украйна, макар такава да е поискана от нападнатата държава, и за предоставянето на такава да лобират САЩ, НАТО и ЕС. Претекст за това е страната да не стане пряк участник в конфликта, но въпреки всичко България е включена в специален списък с неприятелски държави от Русия. По същото време близкият до президента военен министър Стефан Янев, е освободен от поста си след тежък русофилски скандал. Такова виждане за ненамеса във войната е поддържано активно в общественополитическия живот на страната и от прокаралата кандидатурата на Радев за президент, Корнелия Нинова. Подобна политика изглежда още по-нелогично на фона на това, че традиционно неутрални страни като Швеция и Финландия, се отказват от този свой статут и кандидатстват за спешен прием в НАТО след руската агресия.
При посещението си през юли 2023 г. по покана на правителството на Николай Денков, президентът Володимир Зеленски е приет и от Румен Радев. На срещата Радев се противопоставя на военната помощ за Украйна, обещана преди това от премиера. По този повод украинският президент произнася силно емоционална и критична реч в лицето на българския държавен глава. В резултат, смутеният български президент се вижда принуден да помоли телевизионните екипи да напуснат президентството, а срещата им продължава при закрити врати. Седмица по-късно Радев заявява, че Украйна е страната, която настоява да се води тази война, но Европа плаща сметката за нея. По този повод премиерът Денков припомня, че всъщност кръгът около Путин е започнал войната и той я продължава. В тази връзка в позиция на украинското посолство се казва, че тезите на Радев са аналогични на опорните точки на руската пропаганда и хибридна война. През декември 2023 г. президентът Румен Радев налага вето на Закона за ратифициране на споразумението, с което България предоставя безвъзмездно на Украйна около 100 бр. бронетранспортьори от складовете на МВР. В мотивите към ветото е отбелязано, че народните представители не са били достатъчно запознати с конкретните параметри на дарените БТР-и, което ги поставя в невъзможност обективно да преценят, дали те са с отпаднала необходимост. През февруари 2024 г. френският президент Макрон кани свои колеги от 20 европейски държави на работна среща, заради рязката ескалация на руската агресия. На срещата Макрон не изключва възможността при последващо трайно влошаване на събитията на фронта, Западът да изпрати войски в Украйна. По този повод Радев предупреждава, че идеята за пряка намеса на НАТО, може да доведе до ядрен конфликт.

### Подозрения за зависимост от Кремъл
Според ген. Аню Ангелов – бивш военен министър, още докато Радев е кадрови военен, той лично го критикува за русофилските му възгледи, несъвместими с вижданията на един натовски генерал. През 2016 г. руският лобист ген. Решетников дава интервю, в което твърди, че като президент Румен Радев може да изиграе решителна роля, така че България да тръгне по самостоятелен път, като напусне НАТО и Европейския съюз и се сближи с Москва. През 2018 г. американският медиен експерт по шпионаж и бивш флотски офицер Малкълм Нанс, допуска в книгата си „Заговорът за разрушаване на демокрацията“, че президентът Радев е част от специален план на Путин да наложи доминацията си и внедри своя модел на управление в Източна Европа. В интервю от 2021 година Глен Грант, който е бивши британски офицер и консултант по реформите в Българската и Украинската армия, твърди, че ген. Румен Радев има авторитарни амбиции, не оказва подкрепа на структурите на НАТО, а на практика гледа към Русия. Според Кристофър Неринг, германски специалист по история на комунистическите тайни служби, след нападението на Русия над Украйна политическото развитие на Радев се преобръща. Според него, политическата кариера на президента започва като човек на Москва, но въпреки някои последвали криволици, след началото на войната, той се връща в изходна позиция. Бившият премиер на България Иван Костов сравнява поведението на президента по отношение на руската агресия в Украйна с това на руски агент, пропагандиращ идеите на Кремъл за войната. Костов твърди, че Радев е лансиран на поста си от руската пета колона в страната. От своя страна бившият президент Плевнелиев смята, че Радев е проект на дълбоката държава, която в България се ръководи от бивши агенти на комунистическите служби, които се опират на връзките си с Москва. От президентството отричат тези твърдения.

### Политически проект „3-ти март“
След нападението на Русия над Украйна и последвалото обявяване на България за неприятелска държава, някои партии поставят въпроса празникът 3-ти март да остане само официален празник, но национален празник да стане 24 май, като чисто българско отбележие, което не разделя обществото. Това предложението се натъква на демагогия и популизъм, които прерастват в ожесточен спор, подхранван от традиционното за България дълбоко разделение между русофили и русофоби. В тази връзка по случай празненствата на Шипка през август 2023 г., Румен Радев обявява Трети март за червената линия, която народното движение няма да допусне да бъде заличена. Той нападна яростно правителството и партиите, които подкрепят идеята, като ги обвинява, че страдат от „властова булимия“ и заплашват демокрацията. В резултат, през септември същата година леви активисти учредяват движение „Трети март“, което някои анализатори предполагат, че ще бъде трансформирано в лява русофилска политическа партия, най-късно след приключване на втория президентски мандат на Радев. През годините си като президент, Радев постепенно изпада в дълбок конфликт с Корнелия Нинова и редица изключени от БСП социалисти започват да гравитират около него. Същевременно, наименованието „Трети март“ е запазено за 10 години в Патентното ведомство като търговска марка от гравитиращата около Радев Весела Лечева, която е сред основателите на движението. Това е парадоксално, понеже вече е имало отказ за запазване на името на националния празник на друг заявител от страна на същото ведомство. По конституция президентът няма право на партийно строителство, а близки негови съратници отричат, че той стои зад идеята за нова партия. Според културологът Боян Папазов в речта на президента на връх Шипка прозира, че той разчита на невежеството на хората, а неговите речи са изтъкани от политически клишета.

### Инициатива за референдум относно приемане на България в еврозоната
На 9 май, 2025 г. президентът Радев отбелязва в София Деня на победата по съветски образец, заобиколен от хора с руски знамена. Същевременно, в Европа това събитие се отбелязва ден по-рано, а на тази дата се отбелязва Деня на Европа. Същата вечер президентът прави обръщение с което неочаквано инициира предложение до НС с искане за свикване на референдум относно приемането на България в еврозоната. Това става по-малко от месец преди предвидения за началото на юни специален доклад на ЕЦБ относно готовността за приемане на еврото в България, считано от началото на 2026 г. Преди това Радев неведнъж е заявявал публично, че подобен референдум би бил незаконосъобразен. В резултат, съветникът на президента по правните въпроси Крум Зарков, подава оставка в знак на несъгласие. Предложението на президента се оценява от някои наблюдатели като популистки ход за дестабилизиране на страната и консолидиране на проруските и евроскептични сили под негово ръководство. В тази връзка, от партия Възраждане коментират, че дипломатическите им усилия са дали резултат и президентът, който дълго време се е противопоставял на идеята за референдум, най-накрая се е активирал, след като е получил инструкции от чужбина. Самото искане за такъв референдум е преценено като противоконституционно от редица правни експерти, като е отхвърлено и от председателя на Народното събрание Наталия Киселова като недопустимо.
Същевременно, президентът Радев представя идеята си като доказателство за неговата демократичност и уважение на народната воля. Той изтъква, че приемането на еврото ще доведе до съществено повишаване на цените в страната, докато правителството бездейства по въпроса и липсва разяснителна кампания за еврозоната. Според различни експерти, очакваното поскъпване след влизане в еврозоната ще е от 0,1 до 0,3%. Според бившият шеф на ДАНС Цветлин Йовчев, в страната тече организирана кампания против еврото, която е част от хибридната война на Москва против ЕС в България. Впоследствие, Румен Радев сезира Конституционния съд с въпроса за отхвърленото от Киселова негово предложение. Той отново започва да прави намеци за своя бъдеща партия и открито  насърчава протестите на русофилските партии срещу приемане на еврото. Междувременно, Конституционният съд отхвърля като недопустимо искането на президента за обявяване за нищожно разпореждането на председателя на Народното събрание Наталия Киселова, с което е отхвърлено предложението му за провеждане на референдум. След излизането на положителни доклади за приемане на страната в еврозоната и започналата разяснителна кампания, Радев обвинява правителството, че прави социологическа пропаганда и реклама на еврото.

## Обществено доверие
Първият мандат на президента Радев показва устойчиви високи нива на доверие от около 60% и двойно по-ниски нива на недоверие от около 30%. Румен Радев започва и втория си мандат в началото на 2022 година с традиционно високо доверие от над 58% и с ниско недоверие от около 32%. Впоследствие геополитическите сътресения се отразяват негативно на рейтинга му и той започва да се колебае. Така в края на 2022 година за първи път недоверието към него превишава доверието, като стойностите им са 41%, респективно 40%. В средата на 2023 година подкрепата за Радев е силно разколебана, като 33% от анкетираните са положително настроени към личността му, но около 32% изразяват отрицателно отношение към него. В началото на 2024 година доверието към президента се покачва отново до около 40%, но заедно с него расте и недоверието към него, което достига до 38%.

## Военни звания
- Лейтенант (1987)
- Старши лейтенант (1990)
- Капитан (1994)
- Майор (1997)
- Подполковник (2000)
- Полковник (2003)
- Бригаден генерал (26 април 2007)
- Генерал-майор (30 юни 2014)

## Заемани длъжности
- Младши пилот в 15-и изтребителен авиополк – Равнец (1987 – 1988)
- Заместник-командир на звено в 15-и изтребителен авиополк – Равнец (1989 – 1990)
- Командир на звено в 15-и изтребителен авиополк – Равнец (1990 – 1994)
- Командир на ескадрила Миг-29 в 5-а изтребителна авиобаза – Равнец (1996 – 1998)
- Заместник-командир по летателната подготовка на 5-а изтребителна авиобаза – Равнец(1998 – 1999)
- Заместник-командир по летателната подготовка на 3-та изтребителна авиобаза – Граф Игнатиево (1999 – 2000)
- Изследване на ПВО на Република България – НАТО, Брюксел (2000)
- Началник-щаб на 3-та изтребителна авиобаза – Граф Игнатиево (2000 – 2002)
- Началник-щаб на 3-та изтребителна авиобаза – Граф Игнатиево (2003 – 2005)
- Командир на а 3-та изтребителна авиобаза – Граф Игнатиево (2005 – 1 юли 2009)
- Заместник-началник на щаба по подготовката на Военновъздушните сили на Република България (1 юли 2009 – 30 юни 2014)
- Командир на Военновъздушните сили на Република България“ (30 юни 2014 – 10 август 2016)

## Награди
- Знак „За вярна служба под знамената“ III степен
- Почетен знак на Министерство на отбраната „Свети Георги“ II степен[1][2]
- „Голям кръст на Ордена на Спасителя“, Гърция[126] (2017)
- „Орден за заслуги“, Малта (2018)
- „Почетен ключ на Порто“ от президента на Португалия (2019)

## Семейство
Радев се развежда през 2014 г. с първата си съпруга Гинка, от брака с която има две деца – Дарина (2001) и Георги (2003).
От 2016 г. има втори брак с Десислава Генчева, от която има доведен син от неин предишен брак с Георги Свиленски – Страхил.